# Muntanya de l'Ermità
La Muntanya de l'Ermità és una muntanya de 815 metres que es troba al municipi de Conesa, a la comarca de la Conca de Barberà.